# Santa Ana de Pusa
Santa Ana de Pusa es un municipio y localidad española de la provincia de Toledo, en la comunidad autónoma de Castilla-La Mancha. El término municipal, con una población de 342 habitantes (INE 2024), pertenece a la comarca de La Jara y a las Tierras de Talavera. Geográficamente está en el valle del río Pusa, afluente del Tajo.

## Toponimia

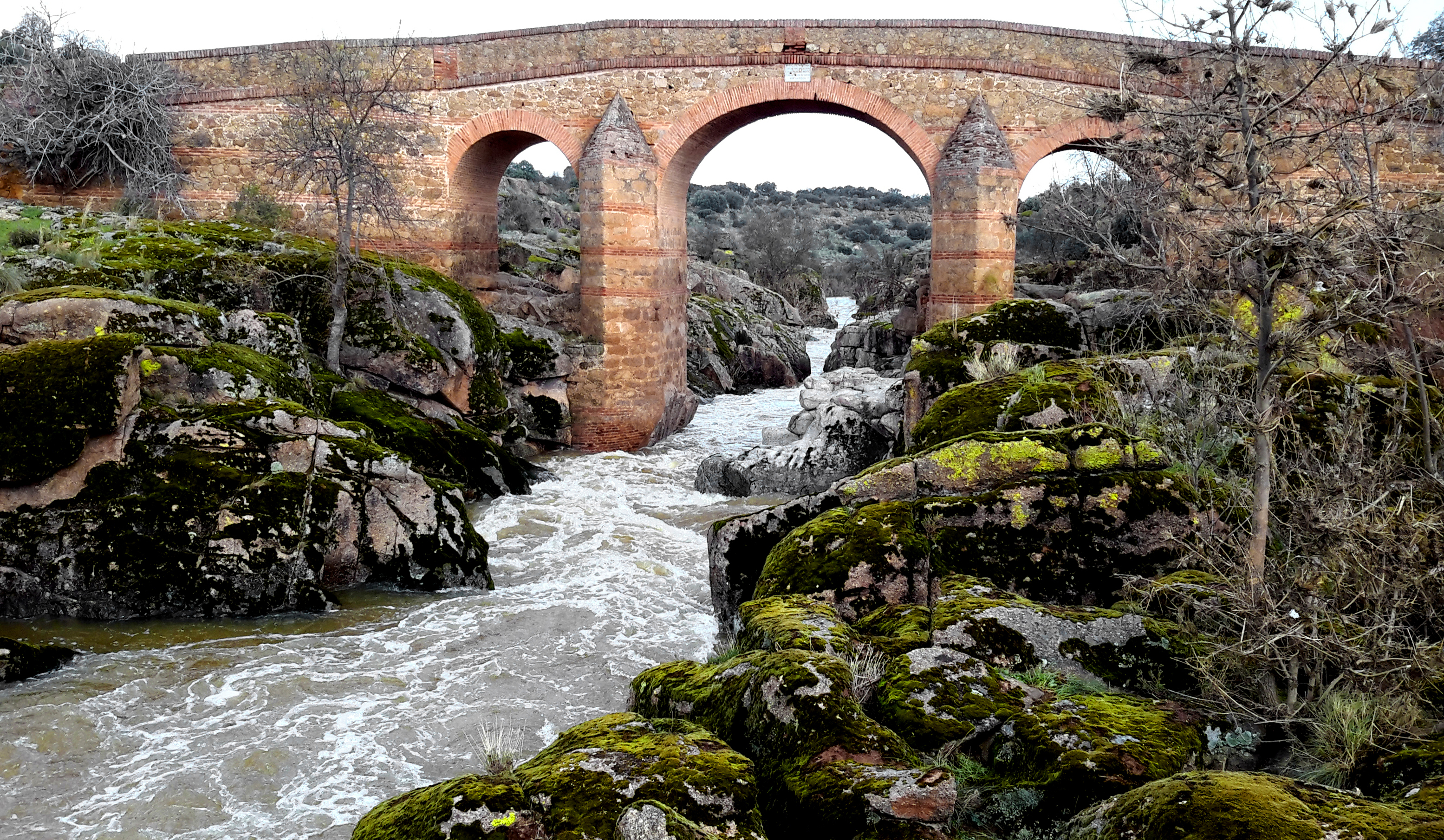
Puente Viejo sobre el Pusa

En un principio se llamó Santa Ana de la Bienvenida. El nombre primitivo fue El Canchar, paraje localizado a la salida de un valle. Antes de la fundación del poblado existía una ermita dedicada a Nuestra Señora de Bienvenida de la que el pueblo tomó su apellido.
Durante el siglo XII se extendió por Castilla el culto a Santa Ana, y en 1578 se llamó así al pueblo por la iglesia levantada para su culto. El lugar de Santa Ana pasó a depender de San Martín de Pusa; denominándose a partir de finales del siglo XVIII Santa Ana de Pusa.

## Historia

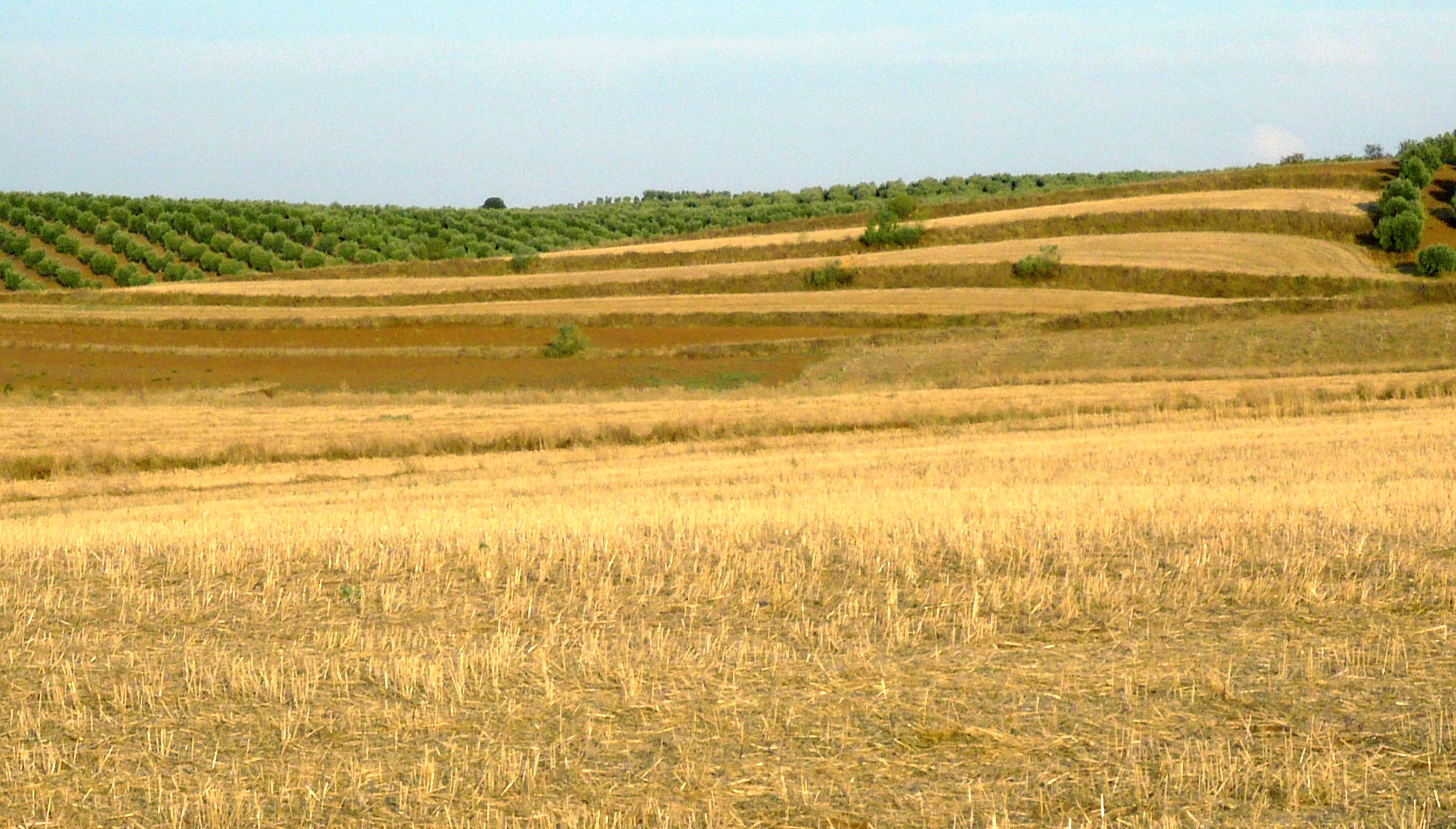
Campos en Santa Ana de Pusa

Este territorio ya era conocido por los hispanovisigodos y por musulmanes, testimoniados por los hallazgos arqueológicos. Sus primeros fundadores fueron Diego García de López y Blas Muñoz en el 1522, en el paraje conocido como El Canchar. Fallecidos estos, el señor de Valdepusa en 1524 fundó un caserío y deseando repoblarlo concedió carta puebla el 16 de octubre de 1526 a veintidós vecinos de Magán, que denominaron el lugar como "Santa Ana de Bienvenida". Fue el último de los pueblos fundados en Valdepusa.
Hacia mediados del siglo XIX, el lugar tenía contabilizada una población de 408 habitantes. Aparece descrito en el segundo volumen del Diccionario geográfico-estadístico-histórico de España y sus posesiones de Ultramar de Pascual Madoz

## Demografía
Cuenta con una población de 342 habitantes (INE 2024).

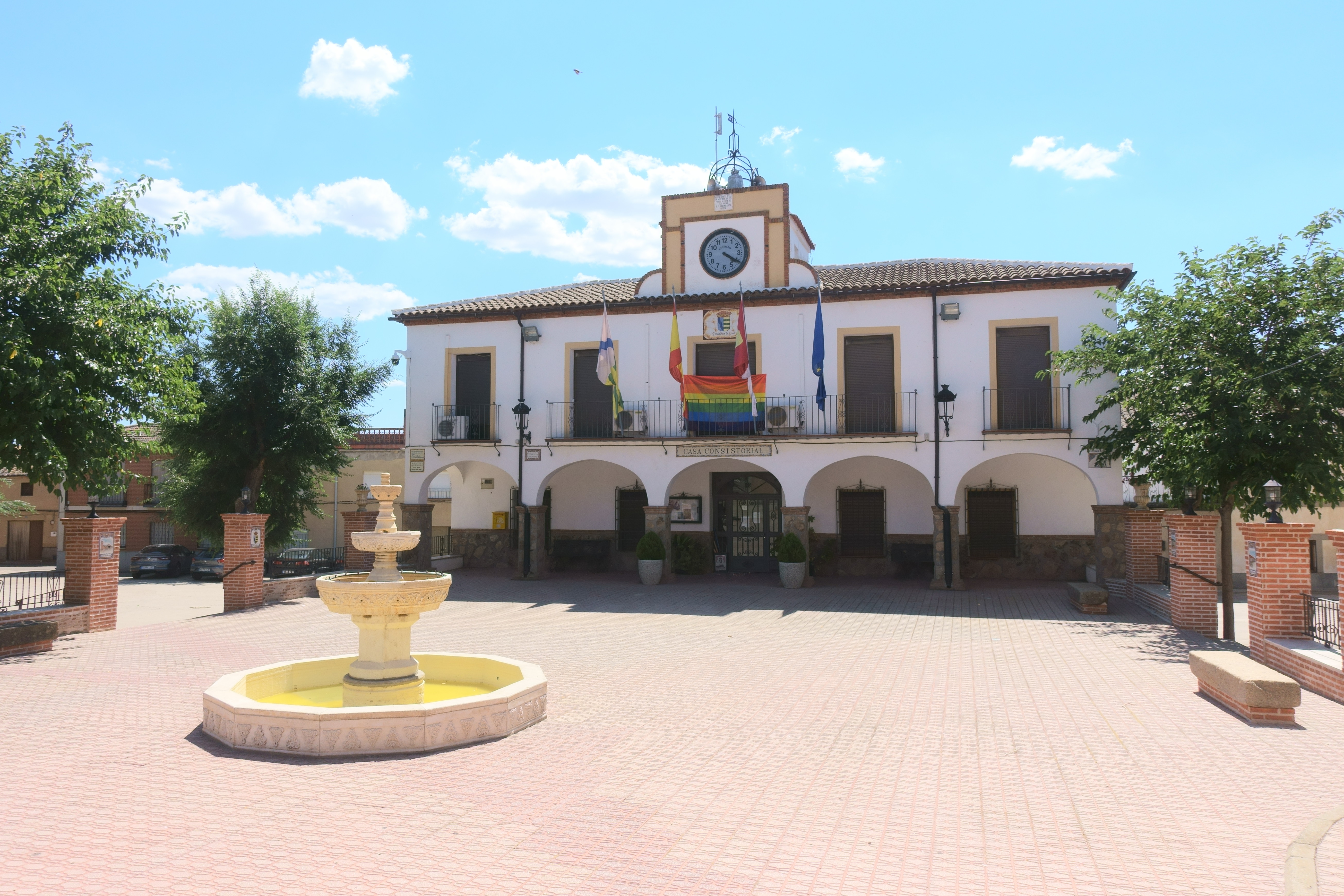
Casa consistorial

| Gráfica de evolución demográfica de Santa Ana de Pusa entre 1842 y 2021                                               |
| |
| Población de derecho según los censos de población del INE. Población de hecho según los censos de población del INE. |

## Economía
La actividad económica principal, actualmente se ciñe al cultivo de cereal, viña y especialmente del olivo, para la posterior extracción del aceite. El oro líquido de la almazara de la localidad ha sido catalogado y reconocido en varios certámenes, como uno de los aceites de mayor calidad a nivel nacional e internacional, avalado en consecuencia por un buen número de premios recibidos a lo largo de los años.
También existen otro tipo de negocios o industrias, como la estación de servicio, una agencia inmobiliaria que lleva por bandera el nombre de la localidad, dos tiendas de ultramarinos franquiciadas, cuatro bares y dos explotaciones ganaderas.

## Patrimonio

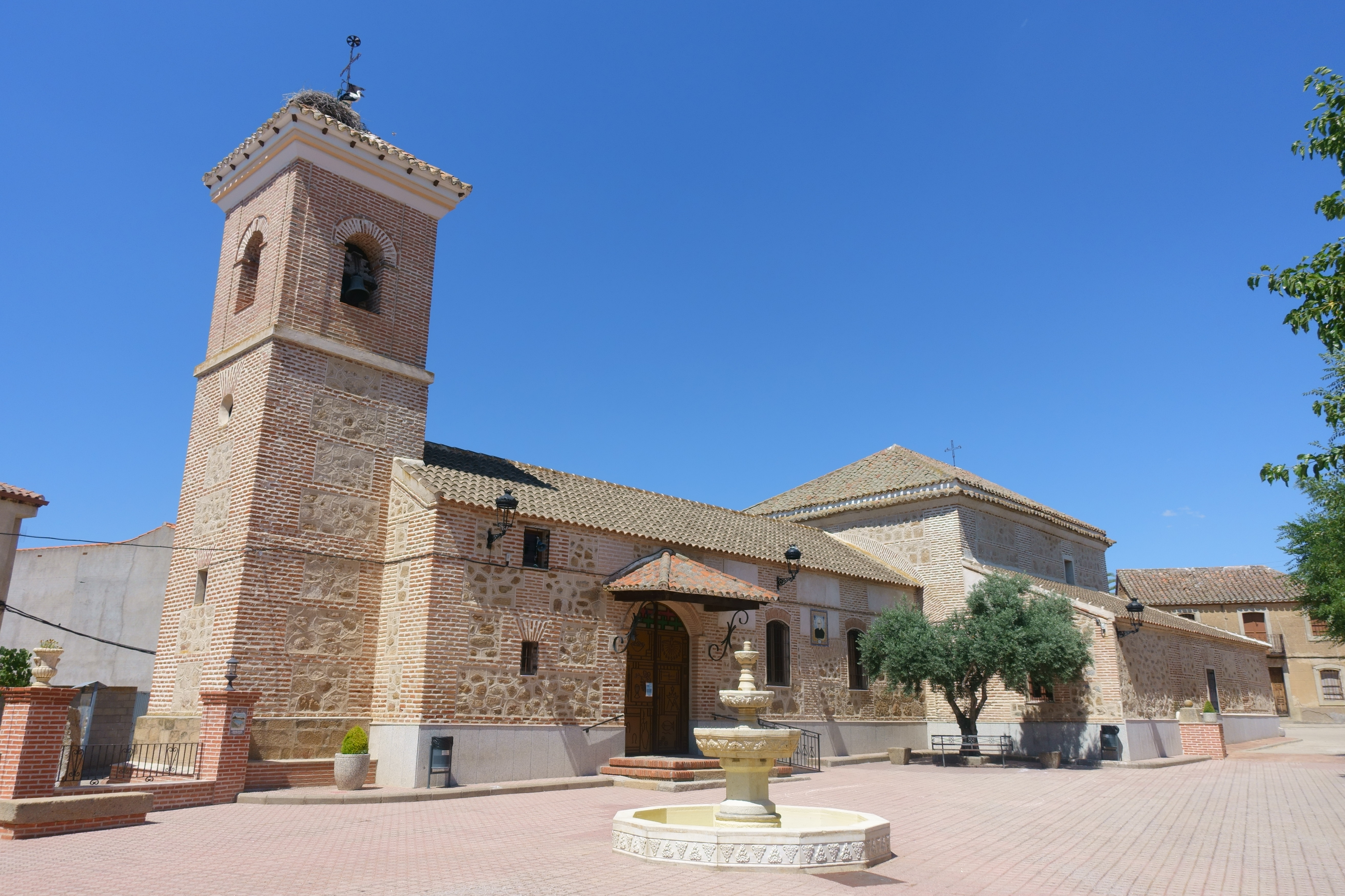
Iglesia de Santa Ana

Los monumentos principales son el puente viejo, la iglesia parroquial y la ermita de Cristo. 

## Fiestas
De épocas remotas data la fiesta de los perros que se celebra el 20 de enero, donde los quintos se visten con pieles de cabra, se tiznan la cara con carbón y se acompañan de cencerros a la cintura y botas de vino (llenas de agua), para primero buscar y después mojar a las mozas del lugar con total permisividad, desde la madrugada y hasta la hora de la misa y después se tiran a las mozas a la fuente y se las mojan con las botas.
Igual de relevante y original es la quema del Judas, un muñeco relleno de paja y petardos hecho por los 'quintos' de ese mismo año, que se quema coincidiendo con el domingo de resurrección en Semana Santa.
Además de éstas, las dos fiestas grandes del pueblo son La Santa (26 de julio) y El Cristo, en el segundo fin de semana de septiembre.
Su cultura actual recibe las influencias de los tres grandes núcleos urbanos próximos, sobre todo de Madrid, pero también Talavera de la Reina y Toledo.